# Calle de Juan Bravo (Madrid)
La calle de Juan Bravo es una vía urbana del distrito de Salamanca en Madrid (España), que une el puente Enrique de la Mata Gorostizaga y la calle de Serrano con el antiguo paseo de ronda a la altura de la calle de Francisco Silvela. Está dedicada a Juan Bravo, líder comunero de la Guerra de las Comunidades de Castilla.

## Historia

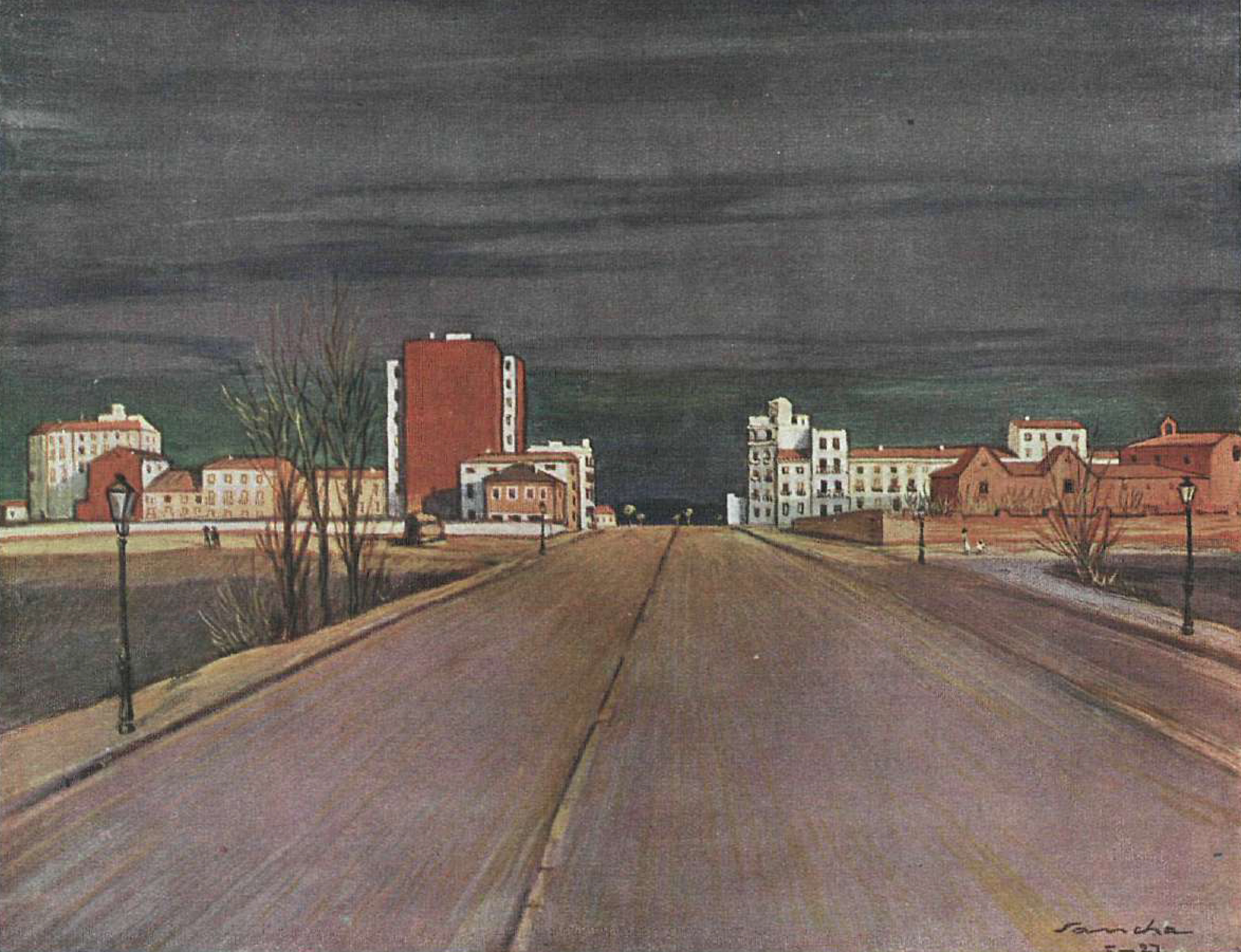
Vista de la calle en una ilustración de 1927 de Francisco Sancha

Una de las vías transversales principales del ensanche de Madrid que dio origen al distrito de Salamanca madrileño, originalmente su extremo oriental daba al campo.
Atraviesa los barrios de Castellana y Lista. En la intersección con la calle del Príncipe de Vergara cuenta con accesos a la estación de Núñez de Balboa del Metro de Madrid y en el final de la calle, cerca de su confluencia con la calle de Francisco Silvela, con accesos a la estación de Diego de León.

## Edificios notables
- Sede de la Embajada de Italia en España, a la altura de la calle de Lagasca.
- Iglesia de Nuestra Señora del Pilar, a la altura de la calle del General Pardiñas
- Residencia Doña Fausta Elorz, a la altura de la calle del Conde de Peñalver